# Prawo Gatesa
Prawo Gatesa (ang. Gates's Law) – szybkość oprogramowania maleje o połowę co 18 miesięcy. Jest to ironiczne nawiązanie do prawa Moore'a, podkreślające tendencję do obniżania się szybkości działania nowych wersji oprogramowania. Choć nazwa wskazuje Billa Gatesa jako autora powyższego "prawa", sam Gates nigdy tych słów nie wypowiedział. Pochodzenie terminu wiąże się z faktem, że Microsoft jest uważany za głównego sprawcę rosnących rozmiarów oprogramowania.
Obserwowane spowolnienie działania programów wraz z powstawaniem ich nowych wersji może mieć źródło w różnych czynnikach – lenistwie programistów, kodzie o złej jakości, dodawaniu nowych funkcji.